# サイドバイサイド
『サイドバイサイド』 (SIDE BY SIDE) はタイトーから1996年にリリースされたアーケード用レースゲーム。

## ゲーム概要
業務用としては初の、市販されている国内メーカーのスポーツカーが実名で登場するレースゲーム。

ステアリング、ブレーキ＆アクセルペダル、ビューチェンジ＆スタートボタン、シフトレバーで操作する。制限時間内にゴールしないとゲームオーバーになる。

OPは頭文字Dを想起させるようなAE86トレノとFC3SRX-7の対戦、シルビアとシビックの対戦が描かれる。
本作のBGMは「SAWAMMY」こと三澤宏行によるもので、コースBGMはコース毎に「BLUE WIND」（初級・中級・弩級）と「RED ROAD」（上級・超上級）で固定。

選択時のBGM「BURNING FLAME」のみ、サイドバイサイド2及びサイドバイサイドスペシャルのネームエントリーBGMとしてアレンジされて使用されたが、以降のシリーズでは収録されなかった。

## コース
初級「春」
春の山中を走るコース。中盤以降は桜が多く咲いている直線的な道を走る。コース中、道の幅が狭くなる箇所が2つある。
中級「夏」
海水浴客で賑わう夏の海沿いと山を走るコース。序盤は緩やかなカーブが連続し、終盤はグラベル路面となる。AC版ではコース序盤に岩山や灯台があったが、PS版では削除されている。
上級「秋」
秋の渓谷を走るコース。序盤は緩やかなカーブのみだが道幅が狭く、中盤以降はヘアピンカーブの連続。路面が落ち葉に覆われておりやや滑りやすくなっている。AC版ではスタート地点に金剛力士像と大仏、お土産センターの看板があったが、PS版では削除されている。
超上級「冬」
冬の村落をモチーフにしたコースで、スタート地点を除いて路面は雪に覆われており、非常に滑りやすい。道幅は広いがコーナーは大半がヘアピンカーブのみで構成されている。
弩級「極」
オープニングで登場するコース。コイン投入時にビューボタンを押したままゲームスタートすると選択できる（PS版では最初から選択可能）。コーナーがかなり多く、自然の岩で出来たトンネルを抜けるごとに上記4コースを混合させたかのような、舗装路とグラベルが混じった路面や雪道、そして通常の路面と路面状況が変わる渓谷を走る。ミスをするとゴールは難しくなり、後のバトルギアシリーズの弩級と比較するとこちらの方が難易度がかなり高い。このコースを1位でゴールするとエンディングが流れる。

## 登場車種
本作に登場する車のホイールはすべて非純正の物が装着され、一部ボディカラーも実車には存在しない架空の色に設定されている。
TOYOTA
- JZA80 SUPRA RZ（銀色）
- AE86 SPRINTER TRUENO GTV（白黒ツートン）

NISSAN
- BCNR33 SKYLINE GT-R（青色）
- S13 SILVIA K's（桃色）

HONDA
- EG-6 CIVIC SiR（緑色）
- NA1 NSX（黄色）

MAZDA
- FC3S SAVANNA RX-7∞（赤色）
- FD3S RX-7 RZ（黒色）

## 移植作品
- プレイステーション版（サイドバイサイドスペシャル）

1997年12月4日発売（1999年11月11日にデュアルショックの振動機能のみに対応した廉価版サイドバイサイドスペシャル2000が発売）。

『サイドバイサイド』と『サイドバイサイド2』（無印バージョン）のカップリング移植となっている。特定の条件を満たすと新しいコースと車（タイトーの営業車3台）が追加される。ネジコン対応。

## 体験版
プレイステーション版電車でGO!にサイドバイサイドスペシャルの体験版が収録されている。プレイできるステージは、サイドバイサイド2の初級と中級である。